# Zahntechniker

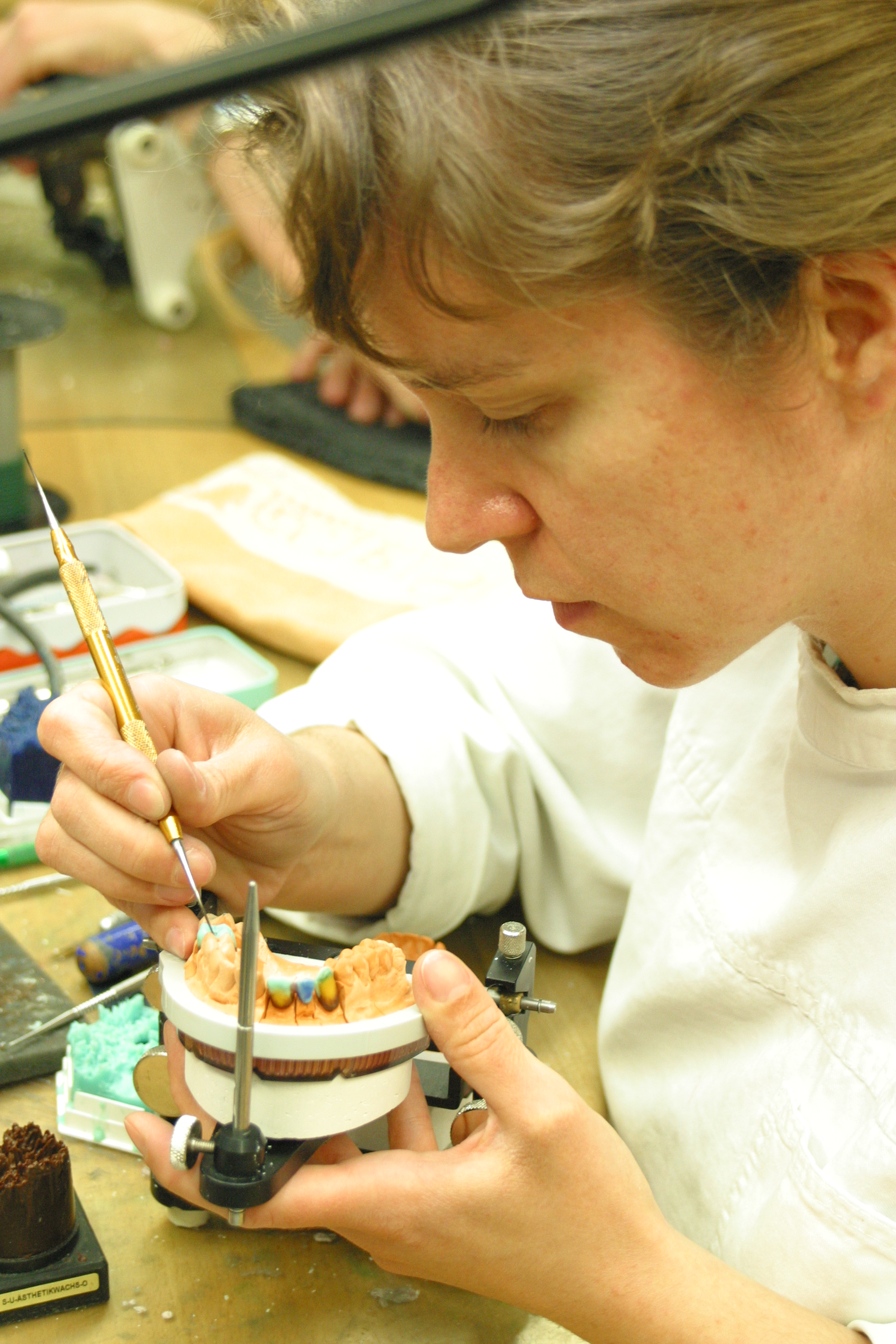
Zahntechnikerin bei der Arbeit an einem Artikulator

Zahntechniker oder Zahnprothetiker ist in Deutschland ein anerkannter Ausbildungsberuf nach der Handwerksordnung. Die Ausbildung dauert in der Regel 3 Jahre und 6 Monate, unter Erfüllung besonderer Voraussetzungen ist auch eine Verkürzung der Ausbildungszeit möglich. In der Schweiz heißt die Berufliche Grundbildung Zahntechniker EFZ und dauert 4 Jahre. In Österreich erfolgt die Grundausbildung Zahntechniker als Lehrberuf mit dualer Ausbildung in Berufsschule und Ausbildungsbetrieb und dauert 4 Jahre. Der Zahntechniker ist entweder in einem gewerblichen Dentallabor oder angestellt im Praxislabor tätig.

## Aufgabengebiet

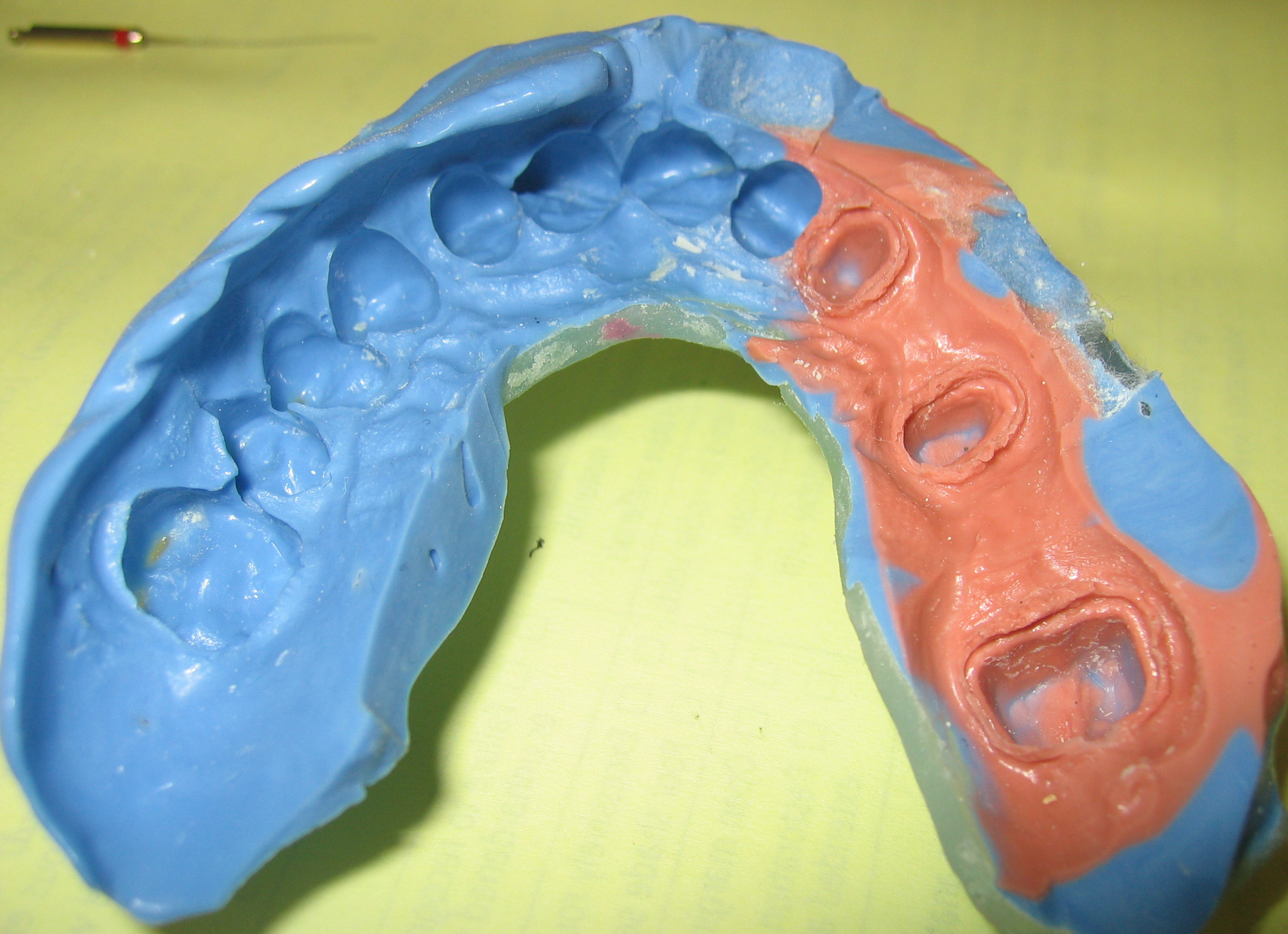
Abformung

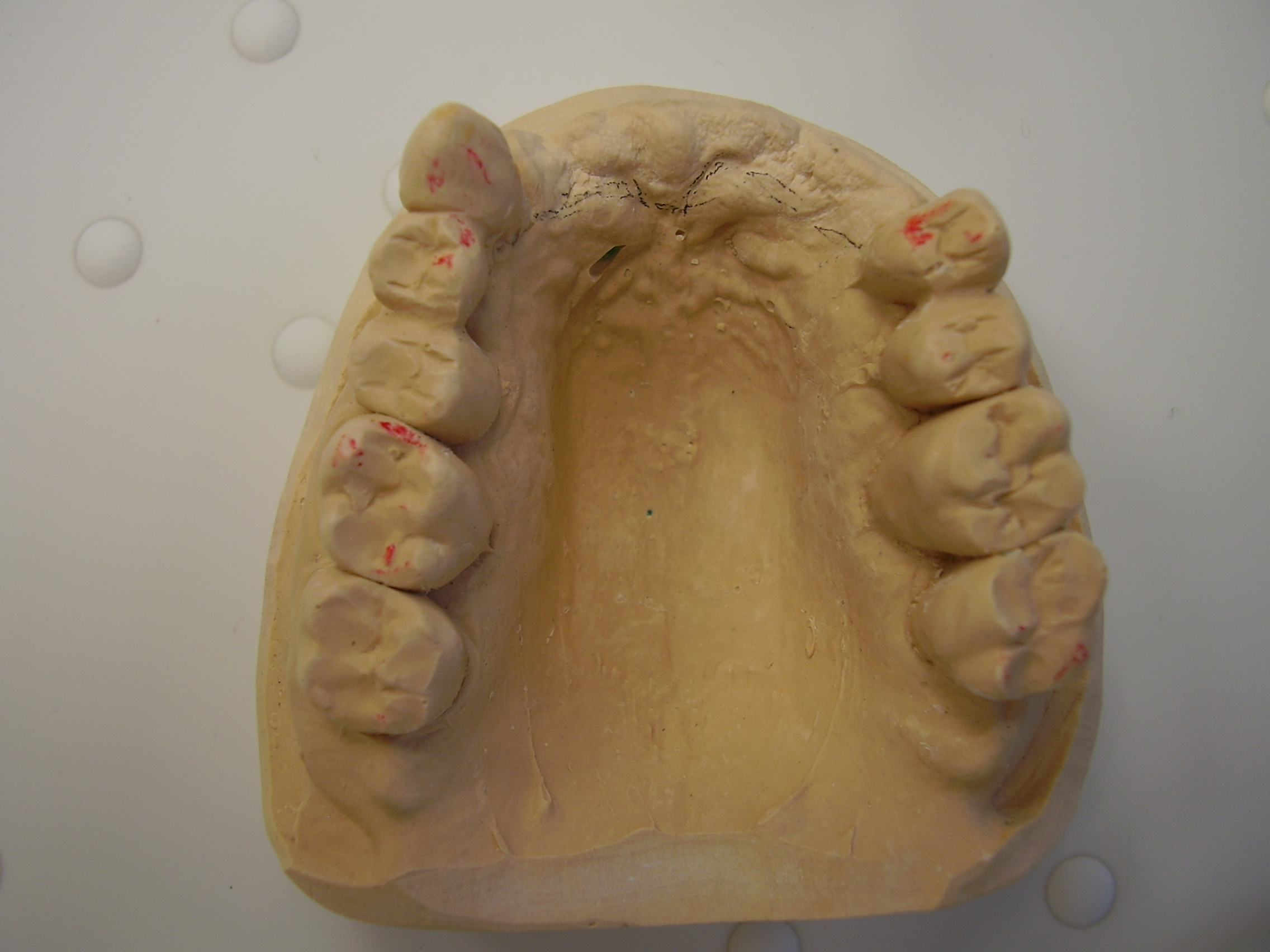
Gipsmodell

Zahntechniker fertigen Zahnersatz (Zahnkronen, Stiftkronen, Brücken, Teil- und Vollprothesen), laborgefertigte Einlagefüllungen, kieferorthopädische Apparaturen (Spangen), seltener auch Aufbissschienen und Antischnarch-Apparate an.
Jeder Auftrag setzt ein genaues Abformen des Patientengebisses voraus. Diese Abformung (Negativform des Patientengebisses) nimmt der Zahnarzt mit Materialien auf Silikon-, Polyäther- oder Alginatbasis und unter Zuhilfenahme von Konfektionslöffeln vor. Die Qualität (Genauigkeit) kann in manchen Fällen durch den Einsatz von individuell angefertigten Abformungsträgern verbessert werden. Durch Ausgießen mit Spezial-Hartgipsen erstellt der Zahntechniker ein Arbeitsmodell (Positivform) als seine Arbeitsgrundlage.
Patientenkontakt hat der Zahntechniker umso öfter, je ortsnäher das Dentallabor (Zahnwerkstatt) zur Zahnarztpraxis liegt. Teilweise zieht der Zahnarzt den Zahntechniker bei bestimmten Arbeitsschritten hinzu oder um die Zahnfarbe zu bestimmen.
Gründung und Betrieb eines gewerblichen zahntechnischen Laboratoriums (Dentallabor) setzen in Deutschland den Großen Befähigungsnachweis (Meisterpflicht) voraus. Ausbilden können ausschließlich die in der Handwerksrolle eingetragenen gewerblichen Laboratorien.
Der Patient hat das Recht, sich vorab informieren zu lassen, wer seinen Zahnersatz anfertigen wird. Der Zahntechniker wird im Auftrag des Zahnarztes tätig, der auch die von ihm eingegliederten zahntechnischen Werkstücke zu verantworten hat („medizinische Eingliederbarkeit“).

## Tätigkeitsfeld

### Festsitzender Zahnersatz
Der Zahntechniker modelliert über einen vom Zahnarzt beschliffenen Zahnstumpf am Gipsmodell eine Wachsform, die dem endgültigen Werkstück entspricht. Mittels eines „Muffelgusses“ („verlorene Form“) wird es in Metall gegossen und in Handarbeit fertiggestellt.
Kronen rekonstruieren Einzelzähne oder werden mittels Stiftaufbau befestigt. Ebenso werden sie als Suprakonstruktion  auf Implantaten befestigt. Eine Brücke ersetzt einen oder mehrere Zähne, wobei zwei oder mehrere Zähne als Pfeiler zur Befestigung dienen. Zum Verbinden einzelner Elementen dienen der Einstückguss, das Löt-, Schweiß- (durch Lichtbogen oder Laser) oder eine spezielle Klebetechnik.
Inlays und Onlays rekonstruieren zerstörte, Veneers (Verblendschalen) auch unansehnliche Zahnsubstanz.
Edelmetalllegierungen werden wegen ihrer Bioverträglichkeit, Korrosionsfestigkeit und Haltbarkeit geschätzt oder Nichtedelmetalllegierungen (meist aus den Elementen Cobalt, Chrom und Molybdän) legiert, die auch für Hüftgelenksendoprothesen verwendet werden, werden als Materialien eingesetzt. Im Wachsausschmelzverfahren werden die modellierten Gerüste in Metall gegossen. Dabei muss die Einbettmasse durch thermische Expansion vor dem Guss die Schrumpfung der Legierung beim Erkaltungsprozess nach dem Guss ausgleichen. Eine Passgenauigkeit zum natürlichen Zahn von 10 µm wird angestrebt. Der Schmelzprozess erfolgt mittels Flamme, elektrischer Widerstandsheizung, Induktionsstrom oder Lichtbogen im Schleuder- oder Vakuumdruckguss.
Alternativ werden gießtechnisch Kronen und Brücken aus Titan oder Titanlegierungen in einem technologisch aufwändigeren Prozess hergestellt.  CAD/CAM-Systeme zum Fräsen von Gerüsten aus Titan oder Hochleistungskeramiken (Zirkon, Zirkoniumdioxid, Aluminiumoxid) werden zunehmend verwendet. Eine weitere Alternative ist das Laser-Sinterverfahren zur Herstellung von Kronengerüsten in Edelmetall- und Nichtedelmetall-Legierungen (NEM).
Um Gerüste für Kronen, Brücken und Suprastrukturen sowie für die Teleskoptechnik herzustellen, ist die Galvanotechnik eine weitere Alternative, bei der aus einem ungiftigen Goldelektrolyten Galvanokappen aus reinem Gold abgeschieden werden. Der Vorteil dieser bewährten Technik liegt in der hohen Passgenauigkeit der Galvanoteile.
Je nach Einsatzzweck werden die Metallgerüste mit keramischen Massen beschichtet, um die natürlichen Zähne in Form, Oberflächengestaltung und Farbaufbau möglichst naturgetreu zu kopieren. Lichteffekte des natürlichen mineralischen Zahnschmelzes, wie Opaleszenz, Fluoreszenz, Transparenz und unterschiedlich intensive Farbschichten werden in individueller Handarbeit aus feuchtem Keramikpulver aufgebaut und unter Vakuum bei 780 bis 900 °C gebrannt. Ferner werden mit Keramik versetzte Kunststoffe (Composites) in knetbarer Konsistenz aufgeschichtet und mit Halogenlicht polymerisiert.

### Herausnehmbarer Zahnersatz

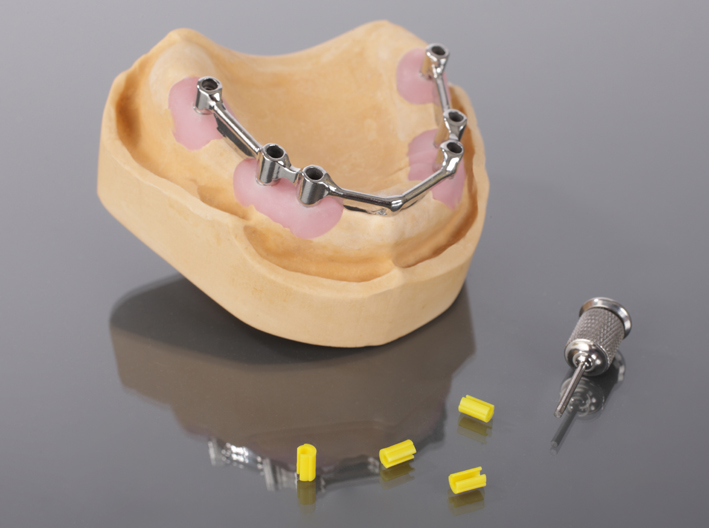
Stegarbeit

Wenn zahlreiche Zähne zu ersetzen sind, wirtschaftliche Gesichtspunkte zu berücksichtigen sind, große Ansprüche hinsichtlich Tragekomfort fehlen oder ein festsitzender Zahnersatz mangels ausreichender Pfeilerwertigkeit oder -anzahl nicht machbar ist, kommen Teil- (partielle) oder Voll-(Total-)Prothesen zum Einsatz.
Die Verankerung mit dem Restgebiss erfolgt durch aus V2A-Draht gebogenen oder aus Chrom-Cobalt-Molybdän-Legierungen gegossenen Klammern (Modellgusstechnik), die den prothetischen Äquator nutzen, um durch Federkraft die Konstruktion retentiv zu halten. Bei Kombinationszahnersatz werden Anker (Druckknopfprinzip) und verschiedene Formen von Geschieben, Teleskopkronen, Stegen und Knöpfen zum Halt einer Prothese an noch vorhandenen überkronten Zähnen verwendet.
An den Gerüsten werden mittels zahnfleischfarbenen Kunststoffs vorgefertigte Zähne aus Kunststoff oder selten auch aus Keramik befestigt. Die künstlichen Zähne liefert die Industrie in zahlreichen Formen und Farbschattierungen. Zahnersatz wird in Artikulatoren hergestellt, mit denen die Bewegungen des Kiefergelenks, beziehungsweise des Unterkiefers simuliert werden können. Die künstlichen Zähne erfüllen ihre Aufgabe hinsichtlich Ästhetik, Phonetik (Lautbildung) und Kaufunktion.
Als Kunststoff wird für Zähne und Zahnfleischanteile meist Methylmethacrylat (MMA) eingesetzt und zu Polymethylmethacrylat (PMMA) mittels UV-Licht polymerisiert. Das Material hatte als Reaktionsmischung mit PMMA 1936 die Firma Kulzer (heute Kulzer, Mitsui Chemicals Group) als Prothesenkunststoff unter dem Markennamen PALADON in den Markt eingeführt. Es ähnelt chemisch dem Plexiglas.
Bei Totalprothesen erfolgt der Halt am zahnlosen Kiefer durch Adhäsions- und Kohäsionskräfte und Druckdifferenzkräfte. Letztere entstehen dadurch, dass sich zwischen der Prothese und der Schleimhaut ein Unterdruck bildet; die Wirkung ähnelt einem Saugnapf. Die Dichtigkeit entsteht durch eine ventilartige „Randverriegelung“ und vektorielle Anteile muskulärer Kräfte.

## Tendenzen
Die vom Handwerk geprägte Tätigkeit erfährt immer mehr Einfluss von Computern und automatischen Prozessen, das Berufsbild wandelt sich. Verschiedene CAD/CAM-Systeme nehmen die Kiefersituation im Mund oder auf einem Modell mittels mechanischen Abtastens, Laser- oder optischen Scans auf, um den Zahnersatz am Bildschirm zu konstruieren. Diese Daten gehen an die Produktionsmaschine, die den Zahnersatz aus verschiedensten Materialien fräst oder sintert. Stark zunehmende Verbreitung finden hochfeste Gerüstwerkstoffe wie Zirkon, Zirconiumoxid oder Titan.

### Auslandszahntechnik
Der Trend geht zu immer günstigerem Zahnersatz, was dazu führt, dass zum Teil weit vom Zahnarzt entfernte, aber preislich interessante Dentallabore beauftragt werden. Teilweise wird Zahnersatz in osteuropäischen und asiatischen Ländern gefertigt, dessen Qualität variiert. Einige Krankenkassen haben mit ausländischen Dentalanbietern Rahmenverträge geschlossen. Deutsche Dentallabore gehen Kooperationen und Beteiligungen mit Auslandslaboren ein oder verlagern ihre Produktion ins Ausland.

## Verbände, Organisationen und Fachmessen
Viele zahntechnische Labore in Deutschland sind Mitglieder in Zahntechniker-Innungen, welche wiederum im Verband Deutsche Zahntechniker-Innungen e. V. (VDZI) organisiert sind. Daneben gibt es weitere unternehmerische Zusammenschlüsse, wie z. B. den FVZL (Freier Verband Zahntechnischer Laboratorien) oder VISION Dental.
Zahntechniker als Arbeitnehmer sind in Deutschland in verschiedenen Gewerkschaften, vornehmlich der IG Metall – welche als einzige tariffähig ist – und seit 2010 im Verband medizinischer Fachberufe e. V. organisiert. Ihre Verdienstmöglichkeiten haben sich – zum Teil bedingt durch osteuropäischen und zunehmend asiatischen Wettbewerb – seit den 1960er-Jahren drastisch verschlechtert.
Lehrer an Berufsschulen für Zahntechnik in Deutschland, Österreich und der Schweiz sind teilweise Mitglieder in der Pädagogischen Arbeitsgemeinschaft Zahntechnik e. V.
In der Schweiz befinden sich folgende Verbände:
- Der Verband Zahntechnischer Laboratorien der Schweiz (VZLS) für die Laborinhaber.
- In der Schweizerischen Zahntechnikervereinigung (SZV) sind die Zahntechniker Mitglieder.
- Schweizer Zahntechnikermeister-Verband (ASMO).

In Österreich sind die Zahntechniker in neun Landesinnungen oder Fachvertretungen organisiert und in der Dachorganisation Bundesinnung der österreichischen Zahntechniker zusammengefasst.
Die weltweit bedeutendste Fachmesse ist die Internationale Dental-Schau, die alle zwei Jahre in Köln stattfindet.

## Weiterbildungsmöglichkeiten
Die laufende Fortbildung gehört zum Berufsbild des Zahntechnikers. Daneben gibt es auch Aufstiegsfortbildungen.

### Deutschland
- Zahntechnikermeister

### Österreich
- Akademie für Österreichs Zahntechnik (Bildungseinrichtung für die Weiterbildung von Lehrlingen und Zahntechnikern)[5]

### Schweiz
- Zahnprothetiker (Kantonales Diplom)[6]

Höhere Fachschule für Zahntechnik:
- Fachmann/-frau VZLS[7]

Berufsprüfung:
- Spezialist Zahntechnik mit eidg. Fachausweis

Höhere Fachprüfungen:
- Zahntechnikermeister (HFP)